# Alegeri parlamentare în Turcia, 2023
Alegerile parlamentare vor avea loc pe 14 mai 2023, alături de alegerile prezidențiale. Președintele Recep Tayyip Erdoğan a optat ca alegerile să se țină mai devreme, pe 14 mai 2023. Votanții din 87 de districte electorale vor alege 600 de deputați în Marea Adunare Națională a Turciei pentru un mandat de cinci ani, formând cel de al 28-lea parlament al țării.
La alegeri au participat numeroase alianțe, multe din ele s-au format la alegerile din 2018 și ulterior s-au extins. Partidul de guvernare, AKP, al actualului președinte în exercițiu Recep Tayyip Erdoğan conduce Alianța Populară, care include de asemenea și Partidul Mișcarea Naționalistă (MHP), Partidul Marii Unități (BBP) și Noul Partid al Muncii (YRP). Alianța de opoziție, care și-a exprimat dorința de revenire la un sistem parlamentar de guvernare, a fost condusă de principalul partid de opoziție, CHP, și a inclus alte cinci partide. Printre acestea și Partidul Bun (İYİ), Partidul Fericirii (SP), Partidul Democrat (DP) și alte două partide conduse de foști politicieni ai AKP, numite Partidul Democrației și Progresului (DEVA) al fostului ministru al economiei Ali Babacan și Partidul Viitorului (GP) al fostului premier Ahmet Davutoğlu.
Partidul Democrat al Poporului (HDP) pro-kurd a optat să candideze pe listele Partidului Verzilor și Viitorului Stângii (YGSP) din cauza unui posibil caz de interzicere al partidului. YGSP însuși a condus Alianța Libertății și Muncii de stânga alături de Partidul Muncitoresc din Turcia (TİP). La alegeri au mai concurat alte două alianțe mici: Alianța Strămoșească condusă de candidatul la președinție Sinan Oğan și Uniunea Forțelor Socialiste.
În ciuda previziunilor contrare, Alianța Populară și-a păstrat majoritatea cu 322 de parlamentari. Deși AKP a avut cel mai rău rezultat de la alegerile generale din 2002 cu 35,5% din voturi, aliatul său ultranaționalist MHP a depășit așteptările de a câștiga 10,1%. În general, alianța a câștigat puțin sub 50% din voturi. Alianța Națională s-a îmbunătățit doar marginal față de votul din 2018, câștigând un total de 34% și 213 deputați. Alianța Libertății și Muncii a suferit o scădere a votului lor, câștigând puțin peste 10% și 66 de locuri. Nicio altă alianță electorală nu a câștigat locuri. Alegerile au avut ca rezultat câștigarea deputaților a șapte partide - un record în politica turcă.
Multe partide mai mici au candidat pe listele celor mai mari pentru a evita împărțirea votului. Înainte de alegeri, CHP a provocat controverse prin trimiterea a 77 de candidați DEVA, ai Partidului Fericirii, Partidului Viitorului și Partidului Democrat pe listele proprii, dintre care 35 (14 DEVA, 9 de la SP, 9 de la GP și 3 de la Democrați) au fost aleși - o valoare semnificativ mai mare ca proporție față de cota națională de sprijin a acestor partide. Aceștia au inclus foști miniștri AKP, cum ar fi Sadullah Ergin (candidat al DEVA), care a fost criticat pe scară largă pentru rolul său de ministru al justiției în conspirația Ergenekon împotriva Forțelor Armate Turce. Între timp, AKP a fost criticat pentru că a trimis membri ai Partidului Cauzei Libere (HÜDAPAR), un partid cunoscut pentru legăturile sale cu Hezbollahul kurd, ca candidați.

## Sistem electoral
Cei 600 de membri ai Marii Adunări Naționale a Turciei vor fi aleși prin reprezentare proporțională pe liste de partid în 87 de circumscripții electorale, prin metoda D'Hondt. În scopul alegerilor legislative, 77 din cele 81 de provincii ale Turciei servesc ca un singur district. Datorită populației lor mari, provinciile Bursa și İzmir sunt împărțite în două districte, în timp ce provinciile Ankara și Istanbul sunt împărțite fiecare în trei.
Conform Constituției Turciei, orice modificare a legii electorale se poate aplica doar la un an de la intrarea în vigoare.

### Coborârea pragului electoral
La inițiativa partidului de guvernământ, AKP, și al principalului său aliat politic MHP, pragul electoral național pentru intrarea unui partid în parlament a fost coborât de la 10% la 7%. Aceasta a fost prima scădere a pragului de când a fost introdus de junta militară după lovitura de stat turcă din 1980.
Nu există prag electoral pentru candidații independenți. De asemenea, partidele politice pot opta pentru a concura la alegeri într-o alianță politică cu alte partide, eliminând cerința de 7% atâta timp cât alianța în ansamblu câștigă mai mult de 7% din voturi în total.
Alte modificări aduse legii electorale includ repartizarea locurilor. Anterior, locurile parlamentare erau distribuite în funcție de cota de voturi a fiecărei alianțe electorale din fiecare district dat. Acum, locurile sunt distribuite numai pe baza cotei de vot a fiecărui partid politic din acel district. Dacă s-ar fi aplicat la alegerile anterioare, rezultatele ar fi fost puțin mai în concordanță cu preferințele alegătorilor la nivel local. De exemplu, un loc de la Erzurum de la IYI (al patrulea partid ca mărime din Erzurum) ar fi revenit partidului HDP (al treilea cel mai mare partid din Erzurum) și un loc din Elazığ de la CHP (al treilea cel mai mare partid din Elazığ) s-ar fi dus la MHP (al doilea cel mai mare partid din Elazığ).

### Districte electorale
Turcia este împărțită în 87 de circumscripții electorale, care aleg un anumit număr de membri ai Marii Adunări Naționale a Turciei. Adunarea are în total 600 de locuri, cărora fiecare circumscripție electorală le-a alocat un anumit număr de parlamentari proporțional cu populația lor. Consiliul Electoral Suprem al Turciei efectuează analize ale populației fiecărui district înainte de alegeri și poate crește sau reduce numărul de locuri ale unui district în funcție de electoratul lor.
În toate cazurile, cu excepția celor patru, circumscripțiile electorale au același nume și granițele celor 81 de provincii ale Turciei, cu excepția Ankarei, Bursa, Izmirului și Istanbulului. Provinciile care aleg între 19 și 36 de deputați sunt împărțite în două circumscripții electorale, în timp ce orice provincie care alege peste 36 de deputați este împărțită în trei. Fiind cele mai populate provincii ale țării, Bursa și Izmir sunt împărțite în două subdistricte, în timp ce Ankara și Istanbul sunt împărțite în trei. Distribuția parlamentarilor aleși pe circumscripție electorală este prezentată mai jos.
| District       | District       | Parlamentari |
| -------------- | -------------- | ------------ |
| Adana          | Adana          | 15           |
| Adıyaman       | Adıyaman       | 5            |
| Afyonkarahisar | Afyonkarahisar | 6            |
| Ağrı           | Ağrı           | 4            |
| Aksaray        | Aksaray        | 4            |
| Amasya         | Amasya         | 3            |
| Ankara         | Ankara         | 36           |
|                | Ankara (I)     | 13           |
|                | Ankara (II)    | 11           |
|                | Ankara (III)   | 12           |
| Antalya        | Antalya        | 17           |
| Ardahan        | Ardahan        | 2            |
| Artvin         | Artvin         | 2            |

| District  | District   | Parlamentari |
| --------- | ---------- | ------------ |
| Aydın     | Aydın      | 8            |
| Balıkesir | Balıkesir  | 9            |
| Bartın    | Bartın     | 2            |
| Batman    | Batman     | 5            |
| Bayburt   | Bayburt    | 1            |
| Bilecik   | Bilecik    | 2            |
| Bingöl    | Bingöl     | 3            |
| Bitlis    | Bitlis     | 3            |
| Bolu      | Bolu       | 3            |
| Burdur    | Burdur     | 3            |
| Bursa     | Bursa      | 20           |
|           | Bursa (I)  | 10           |
|           | Bursa (II) | 10           |

| District   | District   | Parlamentari |
| ---------- | ---------- | ------------ |
| Çanakkale  | Çanakkale  | 4            |
| Çankırı    | Çankırı    | 2            |
| Çorum      | Çorum      | 4            |
| Denizli    | Denizli    | 7            |
| Diyarbakır | Diyarbakır | 12           |
| Düzce      | Düzce      | 3            |
| Edirne     | Edirne     | 4            |
| Elazığ     | Elazığ     | 5            |
| Erzincan   | Erzincan   | 2            |
| Erzurum    | Erzurum    | 6            |
| Eskișehir  | Eskișehir  | 6            |
| Gaziantep  | Gaziantep  | 14           |
| Giresun    | Giresun    | 4            |

| District      | District       | Parlamentari |
| ------------- | -------------- | ------------ |
| Gümüșhane     | Gümüșhane      | 2            |
| Hakkâri       | Hakkâri        | 3            |
| Hatay         | Hatay          | 11           |
| Iğdır         | Iğdır          | 2            |
| Isparta       | Isparta        | 4            |
| Istanbul      | Istanbul       | 98           |
|               | Istanbul (I)   | 35           |
|               | Istanbul (II)  | 27           |
|               | Istanbul (III) | 36           |
| İzmir         | İzmir          | 28           |
|               | İzmir (I)      | 14           |
|               | İzmir (II)     | 14           |
| Kahramanmaraș | Kahramanmaraș  | 8            |

| District   | District   | Parlamentari |
| ---------- | ---------- | ------------ |
| Kars       | Kars       | 3            |
| Kastamonu  | Kastamonu  | 3            |
| Karabük    | Karabük    | 3            |
| Karaman    | Karaman    | 3            |
| Kayseri    | Kayseri    | 10           |
| Kilis      | Kilis      | 2            |
| Kırklareli | Kırklareli | 3            |
| Kırıkkale  | Kırıkkale  | 3            |
| Kırșehir   | Kırșehir   | 2            |
| Kocaeli    | Kocaeli    | 14           |
| Konya      | Konya      | 15           |
| Kütahya    | Kütahya    | 5            |
| Malatya    | Malatya    | 6            |

| District | District | Parlamentari |
| -------- | -------- | ------------ |
| Manisa   | Manisa   | 10           |
| Mardin   | Mardin   | 6            |
| Mersin   | Mersin   | 13           |
| Muğla    | Muğla    | 7            |
| Muș      | Muș      | 3            |
| Nevșehir | Nevșehir | 3            |
| Niğde    | Niğde    | 3            |
| Ordu     | Ordu     | 6            |
| Osmaniye | Osmaniye | 4            |
| Rize     | Rize     | 3            |
| Sakarya  | Sakarya  | 8            |
| Samsun   | Samsun   | 9            |
| Siirt    | Siirt    | 3            |

| District  | District  | Parlamentari |
| --------- | --------- | ------------ |
| Sinop     | Sinop     | 2            |
| Sivas     | Sivas     | 5            |
| Șanlıurfa | Șanlıurfa | 14           |
| Șırnak    | Șırnak    | 4            |
| Tekirdağ  | Tekirdağ  | 8            |
| Tokat     | Tokat     | 5            |
| Trabzon   | Trabzon   | 6            |
| Tunceli   | Tunceli   | 1            |
| Ușak      | Ușak      | 3            |
| Van       | Van       | 8            |
| Yalova    | Yalova    | 3            |
| Yozgat    | Yozgat    | 4            |
| Zonguldak | Zonguldak | 5            |
| Total     | Total     | 600          |

## Partide
Începând cu 13 ianuarie 2022, numărul partidelor care au îndeplinit cerințele de eligibilitate pentru a participa la viitoarele alegeri parlamentare era de 24. Această listă nu este definitivă, deoarece nu este eligibilă. Pentru ca partidele politice să obțină acces la vot (la nivel național), trebuie să fie eligibile pentru a îndeplini cerintele stabilite de Legea nr. 298 privind „Dispoziții de bază privind alegerile și registrele electorale”.
Partidul Verzilor, înființat în septembrie 2020, a fost exclus de la alegeri de către Ministerul de Interne, în ciuda unei hotărâri judecătorești împotriva ministerului. Începând cu 2022 înființarea Partidului Umanității și Libertății a așteptat Curtea Constituțională timp de patru ani de la finalizarea procesului judiciar.
Pe 11 martie 2023, Consiliul Electoral Suprem a confirmat că 36 de partide erau eligibile pentru a candida la alegeri.

### Partide participante
Tabelul de mai jos arată locurile alianțelor, partidelor și candidaților independenți în ordinea în care vor apărea pe buletinul de vot:
| #   | # | Alianță                      | Partid                  | Partid                                      | Lider(i)                           |
| #   | # | Alianță                      | Abreviere               | Nume                                        | Lider(i)                           |
| --- | - | ---------------------------- | ----------------------- | ------------------------------------------- | ---------------------------------- |
| 1   | – | –                            | Millet                  | Partidul Națiunii                           | Cuma Nacar                         |
| 2   | – | –                            | HAK-PAR                 | Partidul Drepturilor și Libertăților        | Düzgün Kaplan                      |
| 3   | 1 | Uniunea Forțelor Socialiste  | TKP                     | Partidul Comunist din Turcia                | Kemal İbrahim Okuyan               |
| 3   | 2 | Uniunea Forțelor Socialiste  | TKH                     | Mișcarea Comunistă din Turcia               | Aysel Tekerek                      |
| 3   | 3 | Uniunea Forțelor Socialiste  | Sol Parti               | Partidul Stângii                            | Önder İșleyen                      |
| 4   | – | –                            | GENÇPARTİ               | Partidul Tânăr                              | Murat Hakan Uzan                   |
| 5   | – | –                            | Memleket                | Partidul Patriei                            | Muharrem İnce                      |
| 6   | 1 | Alianța Populară             | Büyük Birlik            | Partidul Marii Unități                      | Mustafa Destici                    |
| 6   | 2 | Alianța Populară             | AK Parti                | Partidul Justiției și Dezvoltării           | Recep Tayyip Erdoğan               |
| 6   | 3 | Alianța Populară             | Yeniden Refah           | Noul Partid al Muncii                       | Muhammed Ali Fatih Erbakan         |
| 6   | 4 | Alianța Populară             | MHP                     | Partidul Mișcarea Naționalistă              | Devlet Bahçeli                     |
| 7   | 1 | Alianța Libertății și Muncii | Yeșil Sol Parti         | Partidul Verzilor și Viitorul Stângii       | İbrahim Akın, Çiğdem Kılıçgün Uçar |
| 7   | 2 | Alianța Libertății și Muncii | TİP                     | Partidul Muncitorilor din Turcia            | Erkan Baș                          |
| 8   | – | –                            | AB Parti                | Partidul Unitar al Justiției                | İrfan Uzun                         |
| 9   | – | –                            | ANAP                    | Partidul Patriei                            | İbrahim Çelebi                     |
| 10  | – | –                            | YP                      | Partidul Inovației                          | Öztürk Yılmaz                      |
| 11  | – | –                            | HKP                     | Partidul Popular al Eliberării              | Nurullah Efe                       |
| 12  | – | –                            | Milli Yol               | Partidul Național al Drumurilor             | Remzi Çayır                        |
| 13  | – | –                            | Vatan Partisi           | Partidul Patriotic                          | Doğu Perinçek                      |
| 14  | – | –                            | GBP                     | Partidul Puterii Sindicatului               | Ali Karnap                         |
| 15  | 1 | Alianța Națională            | CHP                     | Partidul Republican al Poporului din Turcia | Kemal Kılıçdaroğlu                 |
| 15  | 2 | Alianța Națională            | İYİ Parti               | Partidul Bun                                | Meral Akșener                      |
| 16  | 1 | Alianța Strămoșească         | AP                      | Partidul Justiției                          | Vecdet Öz                          |
| 16  | 2 | Alianța Strămoșească         | ZP                      | Partidul Victoriei                          | Ümit Özdağ                         |
| 17+ | – | –                            | Candidat(i) independent | Candidat(i) independent                     | Candidat(i) independent            |

### Alte partide eligibile
Tabelul de mai jos arată partidele rămase care au fost eligibile pentru a participa la alegeri, dar au decis să candideze pe listele altor partide sau au decis să nu prezinte candidați.
| Partid | Partid        | Partid                                | Lider                         | Ideologie principală     | Alianță                      | Cursul de acțiune                                            |
| ------ | ------------- | ------------------------------------- | ----------------------------- | ------------------------ | ---------------------------- | ------------------------------------------------------------ |
|        | DEVA          | Partidul Democrației și Progresului   | Ali Babacan                   | Conservatorism liberal   | Alianța Națională            | Participă pe lista Partidului Republican al Poporului        |
|        | DSP           | Partidul Democrat al Stângii (Turcia) | Önder Aksakal                 | Social democrație        | Alianța Populară             | Participă pe lista Partidului Justiției și Dezvoltării       |
|        | DP            | Partidul Democrat                     | Gültekin Uysal                | Conservatorism liberal   | Alianța Națională            | Participă pe lista Partidului Republican al Poporului        |
|        | SP            | Partidul Fericirii                    | Temel Karamollaoğlu           | Millî Görüș              | Alianța Națională            | Participă pe lista Partidului Republican al Poporului        |
|        | HÜDA PAR      | Partidul Cauzei Libere                | Zekeriya Yapıcıoğlu           | Islamism kurd            | Alianța Populară             | Participă pe lista Partidului Justiției și Dezvoltării       |
|        | GP            | Partidul Viitorului                   | Ahmet Davutoğlu               | Conservatorism           | Alianța Națională            | Participă pe lista Partidului Republican al Poporului        |
|        | BÜYÜK TÜRKİYE | Partidul Turcia Mare                  | Hüseyin Durmaz                | Naționalism turc         | Alianța Populară             | Partidul s-a retras pentru a sprijini Alianța Populară       |
|        | BTP           | Partidul Independent Turc             | Hüseyin Baș                   | Naționalism civic        | Alianța Națională            | Partidul s-a retras pentru a sprijini Alianța Națională      |
|        | EMEK          | Partidul Muncii                       | Ercüment Akdeniz              | Marxism–leninism         | Labour and Freedom Alliance  | Participă pe lista Partidului Verzilor și Viitorului Stângii |
|        | YTP           | Noul Partid Turc                      | Engin Yılmaz                  | Conservatorism social    | N/A                          | N/A                                                          |
|        | TDP           | Partidul pentru Schimbare în Turcia   | Mustafa Sarıgül               | Social democrație        | Alianța Națională            | Participă pe lista Partidului Republican al Poporului        |
|        | HDP           | Partidul Democrat al Poporului        | Mithat Sancar & Pervin Buldan | Drepturile minorităților | Alianța Libertății și Muncii | Participă pe lista Partidului Verzilor și Viitorului Stângii |

## Lista alianțelor
| Alianță | Alianță                      | Membrii                                    | Membrii                                           | Ideologie                          | Locuri    |
| ------- | ---------------------------- | ------------------------------------------ | ------------------------------------------------- | ---------------------------------- | --------- |
| 1       | Alianța Populară             |                                            | Partidul Justiției și Dezvoltării (AKP)           | Conservatorism național            | 336 / 600 |
| 1       | Alianța Populară             | Partidul Mișcarea Naționalistă (MHP)       |                                                   | Conservatorism național            | 336 / 600 |
| 1       | Alianța Populară             | Partidul Marii Unități (BBP)               |                                                   | Conservatorism național            | 336 / 600 |
| 1       | Alianța Populară             | Noul Partid al Muncii (YRP)                |                                                   | Conservatorism național            | 336 / 600 |
|         |                              |                                            |                                                   |                                    |           |
| 2       | Alianța Națională            |                                            | Partidul Republican al Poporului din Turcia (CHP) | Parlamentarism                     | 175 / 600 |
| 2       | Alianța Națională            | Partidul Bun (İYİ PARTİ)                   |                                                   | Parlamentarism                     | 175 / 600 |
| 2       | Alianța Națională            | Partidul Democrației și Progresului (DEVA) |                                                   | Parlamentarism                     | 175 / 600 |
| 2       | Alianța Națională            | Partidul Viitorului (GP)                   |                                                   | Parlamentarism                     | 175 / 600 |
| 2       | Alianța Națională            | Partidul Fericirii (SAADET)                |                                                   | Parlamentarism                     | 175 / 600 |
| 2       | Alianța Națională            | Partidul Democrat (DP)                     |                                                   | Parlamentarism                     | 175 / 600 |
|         |                              |                                            |                                                   |                                    |           |
| 3       | Alianța Libertății și Muncii |                                            | Partidul Verzilor și Viitorului Stângii (YSGP)    | Drepturile minorităților           | 60 / 600  |
| 3       | Alianța Libertății și Muncii | Partidul Democrat al Poporului (HDP)       |                                                   | Drepturile minorităților           | 60 / 600  |
| 3       | Alianța Libertății și Muncii | Partidul Muncitoresc din Turcia (TİP)      |                                                   | Drepturile minorităților           | 60 / 600  |
| 3       | Alianța Libertății și Muncii | Partidul Muncii (EMEP)                     |                                                   | Drepturile minorităților           | 60 / 600  |
| 3       | Alianța Libertății și Muncii | Partidul Mișcarea Muncitorească (LHP)      |                                                   | Drepturile minorităților           | 60 / 600  |
| 3       | Alianța Libertății și Muncii | Partidul Libertății Sociale (TÖP)          |                                                   | Drepturile minorităților           | 60 / 600  |
| 3       | Alianța Libertății și Muncii | Partidul Democrației Muncii (İDP)          |                                                   | Drepturile minorităților           | 60 / 600  |
|         |                              |                                            |                                                   |                                    |           |
| 4       | Alianța Strămoșească         |                                            | Partidul Victoriei (ZP)                           | Kemalism Nativism Naționalism turc | 1 / 600   |
| 4       | Alianța Strămoșească         | Partidul Justiției (AP)                    |                                                   | Kemalism Nativism Naționalism turc | 1 / 600   |
| 4       | Alianța Strămoșească         | Partidul Țara Mea (ÜP)                     |                                                   | Kemalism Nativism Naționalism turc | 1 / 600   |
| 4       | Alianța Strămoșească         | Partidul Alianța Turciei (TÜİP)            |                                                   | Kemalism Nativism Naționalism turc | 1 / 600   |
|         |                              |                                            |                                                   |                                    |           |
| 5       | Uniunea Forțelor Socialiste  |                                            | Partidul Stângii (SOL)                            | Comunism                           | 0 / 600   |
| 5       | Uniunea Forțelor Socialiste  | Partidul Comunist (TKP)                    |                                                   | Comunism                           | 0 / 600   |
| 5       | Uniunea Forțelor Socialiste  | Mișcarea Comunistă (TKH)                   |                                                   | Comunism                           | 0 / 600   |
| 5       | Uniunea Forțelor Socialiste  | Mișcarea Revoluției (DH)                   |                                                   | Comunism                           | 0 / 600   |

## Incidente

### Violența politică
În timpul campaniei electorale, mai multe evenimente care au avut loc au fost etichetate drept violență politică. Pe 31 martie 2023, sediul din Istanbul al Partidului Bun a fost vizat într-un atac cu împușcături. Nimeni nu a fost rănit în timpul împușcăturilor. Akșener l-a criticat pe Erdoğan după atac spunând: „Un partid politic nu poate fi intimidat cu o lună și jumătate înainte de alegeri. Nu ne este frică. Nu mă tem decât de Dumnezeu. Domnule Recep (Erdoğan), nu mi-e frică de dumneavoastră. Dar ești președintele și ești responsabil pentru fiecare cetățean din această țară”. Atacatorii au fost încurajați de cuvintele dure ale președintelui împotriva opoziției, a spus Akșener. În urma investigației, a devenit clar că un agent de securitate pe timp de noapte a tras cu arma în hoți – doar pentru a lovi clădirea din greșeală cu două gloanțe rătăcite. Președintele Erdoğan i-a spus ca răspuns lui Akșener: „Adevărul a ieșit la iveală, acum o să-mi ceri scuze?”
Recent attacks on other parties have raised issues of political polarisation and security in the country.
Pe 1 mai, un grup de persoane neidentificate înarmate cu arme și bastoane au atacat tinerii HUDAPAR în Mersin. HUDAPAR găzduia o tribună de campanie electorală pentru a-și ajuta aliatul electoral, Partidul AKP. HDP a negat legăturile cu atacul și și-a îndemnat susținătorii să se abțină de la provocări.

## Rezultate
| Alianță                       | Alianță                              | Partid                               | Partid                                  | Voturi     | %      | Locuri |
| ----------------------------- | ------------------------------------ | ------------------------------------ | --------------------------------------- | ---------- | ------ | ------ |
|                               | Alianța Populară                     |                                      | Partidul Justiției și Dezvoltării       | 19,387,412 | 35.58  | 267    |
|                               | Alianța Populară                     | Partidul Mișcarea Naționalistă       | 5,484,506                               | 10.07      | 50     |        |
|                               | Alianța Populară                     | Noul Partid al Muncii                | 1,529,110                               | 2.82       | 5      |        |
|                               | Alianța Națională                    |                                      | Partidul Republican al Poporului        | 13,791,166 | 25.33  | 169    |
|                               | Alianța Națională                    | Partidul Bun                         | 5,272,502                               | 9.69       | 44     |        |
|                               | Alianța Libertății și Muncii         |                                      | Partidul Verzilor și Viitorului Stângii | 4,803,794  | 8.81   | 61     |
|                               | Alianța Libertății și Muncii         | Partidul Muncitoresc din Turcia      | 940,230                                 | 1.73       | 4      |        |
|                               | Alianța Strămoșească                 |                                      | Partidul Victoriei                      | 1,215,258  | 2.23   | –      |
|                               | Alianța Strămoșească                 | Partidul Justiției                   | 108,655                                 | 0.20       | –      |        |
|                               | Uniunea Forțelor Socialiste          |                                      | Partidul Stângii                        | 78,032     | 0.14   | –      |
|                               | Uniunea Forțelor Socialiste          | Partidul Comunist din Turcia         | 63,509                                  | 0.12       | –      |        |
|                               | Uniunea Forțelor Socialiste          | Mișcarea Comunistă din Turcia        | 17,864                                  | 0.03       | –      |        |
|                               | Partidul Marii Unități               | Partidul Marii Unități               | Partidul Marii Unități                  | 533,405    | 0.99   | –      |
|                               | Partidul Patriei                     | Partidul Patriei                     | Partidul Patriei                        | 502,800    | 0.92   | –      |
|                               | Partidul Tânăr                       | Partidul Tânăr                       | Partidul Tânăr                          | 112,731    | 0.21   | –      |
|                               | Partidul Patriei                     | Partidul Patriei                     | Partidul Patriei                        | 65,686     | 0.12   | –      |
|                               | Partidul Patriotic                   | Partidul Patriotic                   | Partidul Patriotic                      | 53,339     | 0.10   | –      |
|                               | Partidul Națiunii                    | Partidul Națiunii                    | Partidul Națiunii                       | 52,382     | 0.10   | –      |
|                               | Partidul Drepturilor și Libertăților | Partidul Drepturilor și Libertăților | Partidul Drepturilor și Libertăților    | 42,547     | 0.08   | –      |
|                               | Partidul Unității Justiției          | Partidul Unității Justiției          | Partidul Unității Justiției             | 41,092     | 0.08   | –      |
|                               | Partidul Eliberării Populare         | Partidul Eliberării Populare         | Partidul Eliberării Populare            | 31,298     | 0.06   | –      |
|                               | Partidul Puterii Sindicatului        | Partidul Puterii Sindicatului        | Partidul Puterii Sindicatului           | 27,415     | 0.06   | –      |
|                               | Partidul Național al Drumului        | Partidul Național al Drumului        | Partidul Național al Drumului           | 17,688     | 0.03   | –      |
|                               | Partidul Inovării                    | Partidul Inovării                    | Partidul Inovării                       | 11,164     | 0.02   | –      |
|                               | Independenți                         | Independenți                         | Independenți                            | 226,875    | 0.42   | –      |
|                               | Invalid                              | Invalid                              | Invalid                                 | 31,959     | 0.06   | –      |
| Total                         | Total                                | Total                                | Total                                   | 54,442,419 | 100.00 | 600    |
|                               |                                      |                                      |                                         |            |        |        |
| Votanți înregistrați/prezența | Votanți înregistrați/prezența        | Votanți înregistrați/prezența        | Votanți înregistrați/prezența           | 64,190,651 | 86.87  |        |
| Sursă: Haberturk              |                                      |                                      |                                         |            |        |        |